# Lonchocarpus madagascariensis
Lonchocarpus madagascariensis là một loài thực vật có hoa trong họ Đậu. Loài này được (Vatke) Polhill miêu tả khoa học đầu tiên.